# Тарсеево
Тарсеево — упразднённая деревня в Сергиево-Посадском городском округе Московской области России.

## География
Урочище находится в северо-восточной части области, в зоне хвойно-широколиственных лесов, к западу от автодороги 46Н-10471, на расстоянии примерно 31 километра (по прямой) к северо-западу от города Сергиев Посад, административного центра округа.

### Климат
Климат характеризуется как умеренно континентальный, с умеренно холодной зимой и тёплым летом. Среднегодовая температура воздуха — +2,7 °C. Средняя температура воздуха самого холодного месяца (января) — −11,3 °C (абсолютный минимум — −48 °C), средняя температура самого тёплого (июля) — +17 °С (абсолютный максимум — +36 °C). Годовое количество атмосферных осадков — 630 мм, из которых около 70 % выпадает в период с апреля по октябрь.

## История
В «Списке населённых мест Владимирской губернии по сведениям 1859 года» населённый пункт упомянут как владельческая деревня Жарсеева (Тарсеево) Александровского уезда, расположенная в 60 верстах от уездного города. В деревне насчитывалось 19 дворов и проживало 145 человек (69 мужчин и 76 женщин).
По состоянию на 1905 год, имелось 34 двора и проживало 218 человек. В административном отношении деревня входила в состав Константиновской волости.
По данным 1926 года в деревне имелось 40 крестьянских хозяйств и проживало 187 человек (91 мужчина и 96 женщин). Являлась центром Тарсеевского сельсовета Константиновской волости Сергиевского уезда Московской губернии.